# Wakarusa (rivière)

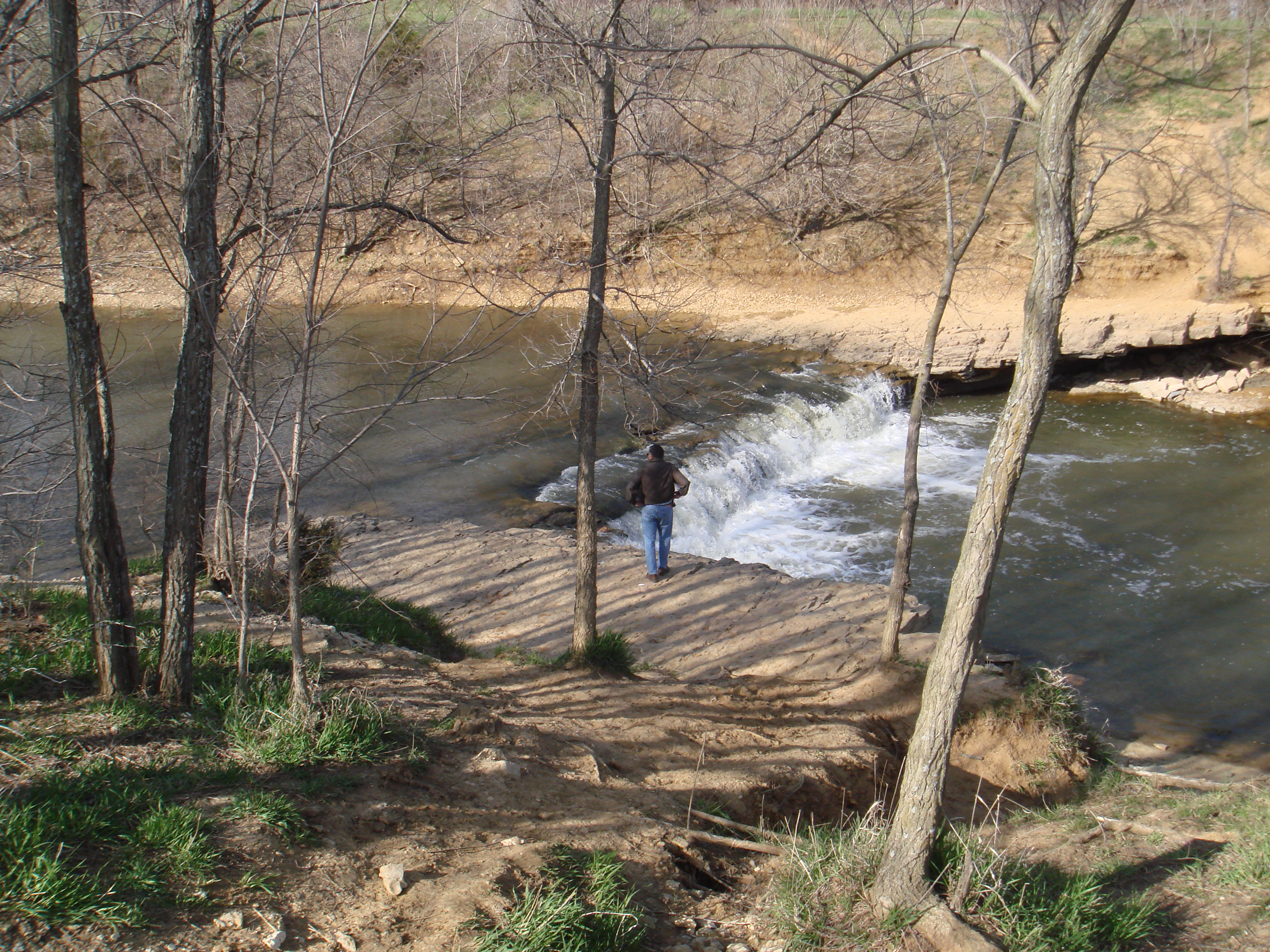
Cascade Wilkey sur la rivière Wakarusa.

La rivière Wakarusa est un affluent de la rivière Kansas, d’environ 130 km de long, dans l’est du Kansas aux États-Unis. Il draine une zone agricole vallonnée de collines calcaires au sud de Topeka et Lawrence.
Elle est retenu par le barrage Clinton à environ 5 km au sud-ouest de Lawrence pour former le lac Clinton.

### Source
- (en) Cet article est partiellement ou en totalité issu de l’article de Wikipédia en anglais intitulé « Wakarusa River » (voir la liste des auteurs).